# Cerro Blanco, Atotonilco el Grande
Cerro Blanco är en ort i Mexiko.   Den ligger i kommunen Atotonilco el Grande och delstaten Hidalgo, i den sydöstra delen av landet, 100 km norr om huvudstaden Mexico City. Cerro Blanco ligger 1 926 meter över havet och antalet invånare är 266.
Terrängen runt Cerro Blanco är kuperad, och sluttar norrut. Runt Cerro Blanco är det ganska glesbefolkat, med 27 invånare per kvadratkilometer. Närmaste större samhälle är Atotonilco el Grande, 9,3 km öster om Cerro Blanco. I omgivningarna runt Cerro Blanco växer huvudsakligen savannskog.